# آنالیز ذینفعان

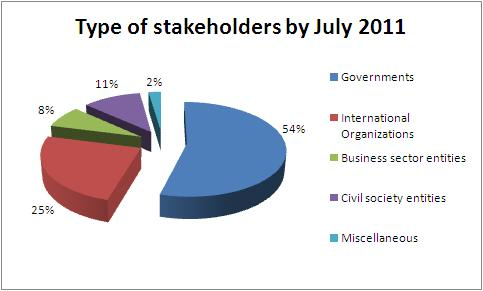
آنالیز ذینفعان

آنالیز ذینفعان (انگلیسی: Stakeholder analysis) یا تحلیل ذینفعان، مبحثی در حل تعارض، مدیریت کسب‌وکار، تصمیم‌گیری در علوم بهداشت محیط، بوم‌شناسی صنعتی و مدیریت پروژه است، که مهم‌ترین مرحله در مدیریت ذینفعان محسوب می‌شود و به فرایند ارزیابی سیستم‌ها و تغییرات احتمالی مرتبط با اشخاص ذی‌ربط و ذینفعان آن سیستم‌ها، اطلاق می‌گردد. اطلاعات حاصل از آنالیز ذینفعان اغلب برای ارزیابی چگونگی پرداختن به منافع آنها در یک طرح، پروژه، برنامه یا اقدامات دیگر، مورد استفاده قرار می‌گیرد.